# ホテルニューグランド

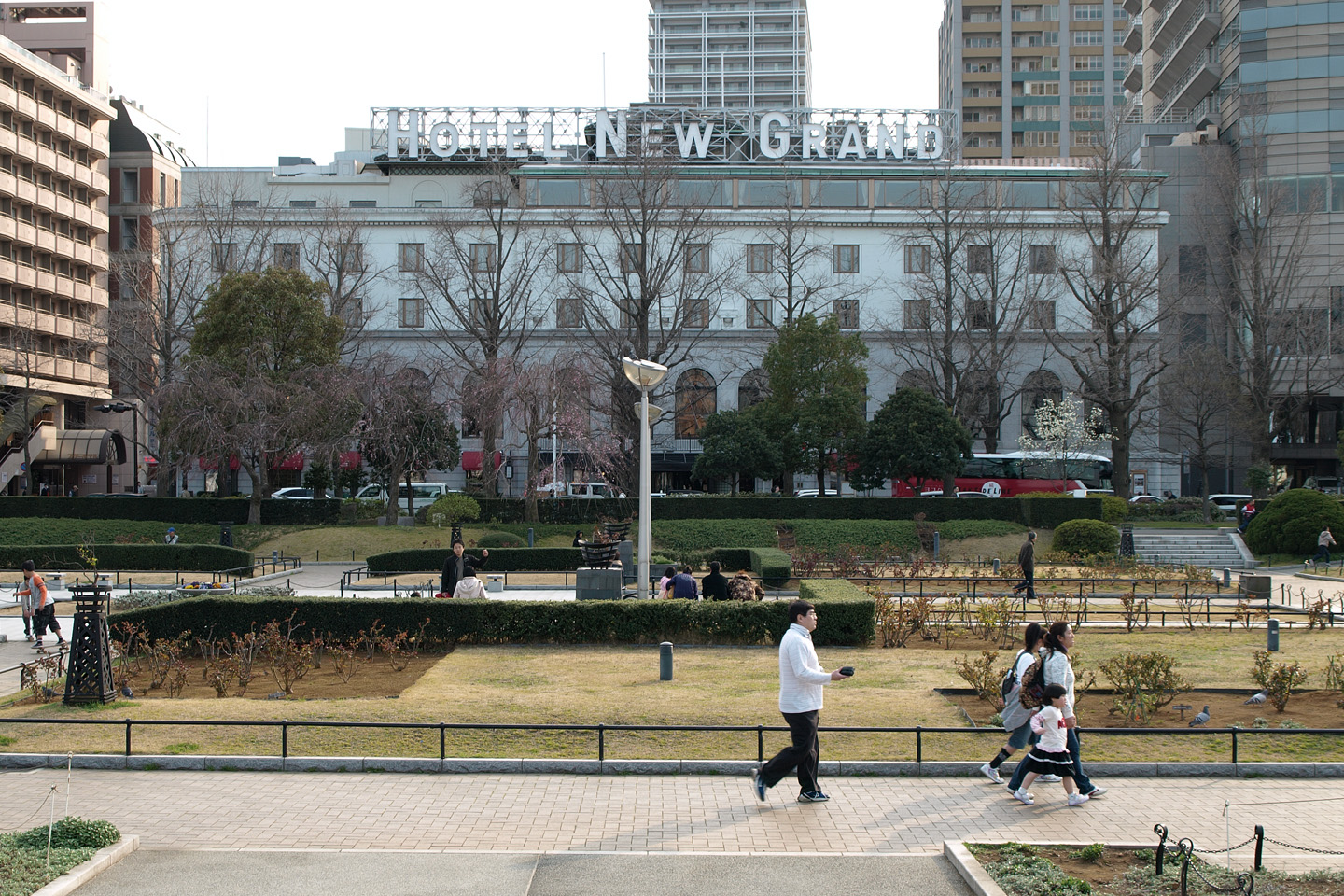
山下公園と本館

ホテルニューグランドは、神奈川県横浜市中区山下町にあるホテル、及びその運営企業（株式会社ホテル、ニューグランド）。プリファード・ホテル・グループ加盟ホテル、JR東日本ホテルズ準会員ホテル。

## 概要
通称山下公園通りを挟んで山下公園の真向かいに位置し、横浜中華街へ通じる横道沿い一区画を占める。横浜における主要なランドマークの一つである。
横浜市は関東大震災で壊滅的な打撃を受け、復興にあたって当時の横浜市長有吉忠一の提案により、横浜市在住の有力者を集めた「横浜市復興会」を結成。そこで決議された「外人ホテル建設の件」が、ホテルニューグランド建設の端緒となった。名称は公募によって集められたが、関東大震災で倒壊して廃業した外国ホテル「グランドホテル」の後継館として訪日客に謳う狙いで選ばれたとも、公募の中に適当な名称がなかったため横浜市復興会計画部長の井坂孝が命名したという説もあり、定かではない。
こうしてニューグランドは、横浜市復興計画の一環として官民一体となって建設が進められ、当初は今日でいう第三セクターとして発足した。現在の本館は、1927年創業時に渡辺仁の設計で建築され、クラシックホテルの代表例として名高い。1930年代は、ルーフガーデンで大桟橋など横浜港を見ながら食事ができた。ロビーの大階段の先には川島織物製のタペストリーがかかり、高さ6メートルのマホガニーの柱は現在も残る。洋風の豪華な造りである一方で和風の意匠も取り入れられ、メインダイニングでは御簾の奥で雅楽が奏された。
初代会長には先の井坂孝が就任し、井坂は東洋汽船出身であったことから、ホテルの主要業務であるサービス・宿泊・飲食に関する知識に明るく、さらに当時東洋汽船サンフランシスコ支店長であった土井慶吉を自分の補佐として呼んだ。土井は総支配人としてパリからアルフォンゾ・デュナンを招聘。新生ホテルの目玉として「最新式設備とフレンチ・スタイルの料理」をキャッチフレーズにレストランへ特に力を注ぎ、総料理長には、先のアルフォンゾ・デュナンの紹介で、パリのホテルからスイス人コックのサリー・ワイルを据え、さらに元帝国ホテル第4代総料理長の内海藤太郎をその補佐につけた。
ニューグランドの厨房からはドリア、ナポリタン、プリンアラモードなど後に広く知られる料理が生まれた。また、ホテルオークラ初代総料理長となる小野正吉や、プリンスホテルグループ総料理長となる木沢武雄、霞が関飯野ビル「キャッスル」の荒田勇作や銀座5丁目「コックドール」の林久次、ロイヤル中洲本店の前川卯一など数々の名店の料理長を輩出し、日本の食文化に多大な影響を与えた。
開業当時から、皇族、イギリス王族などの賓客や、喜劇王チャーリー・チャップリン、米国の野球選手ベーブ・ルースなど著名人も多数来訪し、ダグラス・マッカーサーは1937年に新婚旅行の帰路と1945年にSCAPとして来日直後にそれぞれ滞在している。日本が第二次世界大戦に敗れた後の7年間は、マッカーサーが率いる占領軍将校宿舎として接収され、戦前の錚々たる宿泊者を記したゲストブックが持ち去られた。なお、マッカーサーが当時宿泊していた315号室は「マッカーサーズスイート」として一般客も宿泊できる。
その独特のクラシカルな雰囲気から、『RAMPO』『ツナグ』など邦画ロケーション撮影にも多用されている。

## 沿革
- 1926年（大正15年）7月 - 「株式会社ホテル、ニューグランド」を設立する。幕末に開設されたフランス海軍病院跡を敷地とする。
- 1927年（昭和2年）12月1日 - ホテルニューグランドを開業する。
- 1963年（昭和38年）2月 - 株式を店頭公開する。
- 1991年（平成3年） - 18階建て（高さ73m）のニューグランドタワーを開業する。
- 2003年（平成15年）3月 - 東日本旅客鉄道（JR東日本）が株式の一部を取得。
- 2004年（平成16年）- JR東日本と業務及び資本提携を締結。JR東日本ホテルチェーンにアソシエイトホテルとして加盟。全面リニューアルオープンする。
- 2011年（平成23年）4月1日 - プリファード・ホテル・グループに加盟する。

## 施設概要
本館 （地上5階）
スイートルーム3室含む全49室 (3階 - 4階)
- レストラン&バー
  - イタリアン レストラン“イル・ジャルディーノ”
  - 京料理“たん熊北店”
  - コーヒーハウス“ザ・カフェ”
  - ロビーラウンジ“ラ・テラス”
  - バー“シーガーディアンII”

ニューグランドタワー （地上18階・地下5階）
全202室 (6階 - 17階)
- レストラン
  - パノラミックレストラン“ル・ノルマンディ”

エグゼクティブフロア (15階 - 17階)
- エグゼクティブラウンジ「ザ・クラブ」 (16階）
（エグゼクティブフロア宿泊者専用）

## アクセス
- 横浜高速鉄道みなとみらい線元町・中華街駅一番出口より徒歩1分（渋谷駅から東急東横線と相互直通運転）
- JR根岸線石川町駅より徒歩15分
- 横浜市営バス・京浜急行バス山下公園前下車すぐ

## JR東日本及びJRグループとの関連
2004年3月、東日本旅客鉄道が業務提携により株式の2.9%を取得する。同年4月以降、直営以外唯一の準会員としてJR東日本ホテルズ加盟となり、ビューカード利用者向け「ホテルズ利用特典」提供ならびにTYOなどびゅう国内旅行商品として取り扱われている。準会員であるため、JR東日本ホテルズWebサイトでの予約は受け付けず、JRホテルグループにも属さずJRホテルグループ施設要覧などに掲載はない。北海道旅客鉄道（JR北海道）「ツインクルプラザ」商品の首都圏フリープランやパッケージツアーパンフレットでは「JRホテルグループ」として扱われている。JR東日本は自社運営ホテルを横浜市内に長らく展開していなかった。
JR東日本ホテルズの会員制度である「EASTYLE MEMBERS」についても、2015年12月1日付でようやく加盟し、以降は、当館でも同会員制度の特典が受けられるようになった。

## 雑記
- 運営会社「株式会社ホテル、ニューグランド」は商号に「、（読点）」が入る、稀有な名前を持つ[10]。
- 戦前はチェーン展開も行われていた。横浜に住む西欧人たちは夏になると毎年のように軽井沢や箱根に集団移動したため、夏のバカンスシーズンになると横浜の宿泊客は明らかに減少した。そこで1929年に長野県軽井沢町の雲場池ほとりに外国人向けリゾートホテル「軽井沢ニューグランドロッジ」を開業した。夏季限定での営業であったが盛況を博し、7年後の1936年には山中湖畔に同じくリゾートホテル「富士ニューグランドホテル」を開業した（どちらも戦後閉鎖）。軽井沢ニューグランドは、当時の北林透馬の小説「街の国際娘」に登場するほか、白洲次郎・正子夫妻も利用していた。富士ニューグランドのコテージ棟のみが、現在でも残存している。
- 戦前は直営レストランも経営しており、1934年に銀座で「東京ニューグランド」を、1940年に川崎で「川崎ニューグランド」を開店し、前述した有名シェフが同じく腕を振るっていた（いずれも戦後閉鎖）。
- ニューグランドタワー屋上に、テレビ朝日情報カメラが設置されている。
- 1988年、矢沢永吉はシングル『ニューグランドホテル』をリリースしている。シングル、アルバムを含め演奏場所以外に矢沢が具体的建物を題名とした、唯一の作品である。[要出典]
- サザンオールスターズのシングル『LOVE AFFAIR 〜秘密のデート』の歌詞に当ホテルのバー「シーガーディアン」が登場する。
- 東京事変のミニアルバム『color bars』に収録される「今夜はから騒ぎ」のPVは当ホテルで撮影された。
- 当地以外の同名あるいは類似名称の宿泊施設とは一切無関係である。たとえば、以下が挙げられる:
  - 東京都八王子市大和田町の八王子ホテルニューグランド（サンルートホテルチェーン提携。以前は“八王子”を省いた看板などが使われていた）。
  - 愛知県名古屋市中村区にあった「名鉄ニューグランドホテル」（名鉄グループ、2022年2月28日に閉鎖）
- 2013年、本館および横浜そごうのバーで、メニューと実際に提供される食材が異なっていたことが判明した[注 4]。これについて総務人事部の見解は「酒中心の店で認識が甘くなった」ためであると謝罪した[11][12][13]。
- 太平洋戦争開戦時の外務次官であった西春彦は妻の実家がニューグランドだった縁もあり、戦後、横浜市復興会副会長を務めていたが、退官後に入社。後に会長となった。